# Біскупиці (Ключборський повіт)
Біскупиці (пол. Biskupice, нім. Bischdorf) — село в Польщі, у гміні Бичина Ключборського повіту Опольського воєводства.
Населення — 642 особи (2011).
У 1975-1998 роках село належало до Опольського воєводства.

## Демографія
Демографічна структура станом на 31 березня 2011 року:
|          | Загалом | Допрацездатний вік | Працездатний вік | Постпрацездатний вік |
| -------- | ------- | ------------------ | ---------------- | -------------------- |
| Чоловіки | 337     | 57                 | 256              | 24                   |
| Жінки    | 305     | 48                 | 212              | 45                   |
| Разом    | 642     | 105                | 468              | 69                   |